# Padre de familia (episodio)
Padre de familia (titulado Peter, el ilegal en Hispanoamérica) es el sexto episodio de la sexta temporada de la serie Padre de familia emitido el 18 de noviembre de 2007 a través de FOX siendo este el primer capítulo en emitirse sin el consentimiento de Seth MacFarlane debido a la huelga de guionistas de 2007 a la que daba apoyo. El episodio está escrito por Kirker Butler y dirigido por Pete Michels.
Las críticas recibidas fueron dispares por parte de los críticos y fue preseleccionada como nominada a la sexagésima edición de los Premios Emmy al Mejor Programa de Comedia aunque finalmente quedó descartado.
La trama se centra en Peter, el cual tras un alarde de patriotismo convence a su jefa para que supervise que todos sus empleados son inmigrantes ilegales, pero es despedido tras descubrir que nació en México. Pronto su familia se verá afectada.

## Argumento
Tras asistir a un desfile del Ejército como conmemoración del Día de los Veteranos Peter empieza a enorgullecerse de ser estadounidense y empieza a demostrar su patriotismo por todas partes hasta tal punto que llega a odiar a los inmigrantes, a los que acusa de ser ilegales y de "quitar el trabajo" a la ciudadanía. Tras convencer a Angela de que en la cervecería debería contratar mano de obra nacional, esta inicia una inspección que afecta a todos los empleados inmigrantes y nacionales.
Satisfecho de su trabajo, acude a casa de su madre para pedirle el certificado de nacimiento que avale su ciudadanía. Sin embargo descubre un sorprendente secreto cuando le desvela que este nació en México y que jamás firmó ningún documento de ciudadanía convirtiendo a Peter en un "inmigrante ilegal" según las leyes estadounidenses. En consecuencia es despedido y empieza a tener problemas para encontrar trabajo hasta que Lois convence a su padre para que le contrate como sirviente en la mansión Pewterschmidt junto con otros mexicanos con los que empieza a simpatizar además de aprender de la cultura mexicana.
Tras comprobar el verdadero trato al que someten a los inmigrantes, les convence para que se revelen contra hombres como Pewterschmidt, el cual le ofrece la nacionalidad a cambio de que cese su protesta, sin embargo exige la nacionalidad para todos sus empleados, los cuales insisten en que acepte la oportunidad tal como ellos esperan la suya. Tras ser reconocido como ciudadano estadounidense Peter recupera su trabajo además de moderar su punto de vista hacia la población inmigrante.

## Producción
El episodio fue escrito por Kirker Butler, productor de la serie siendo este su primer trabajo como guionista,. y dirigido por Pete Michels, el cual pasaría a dirigir The Former Life of Brian a finales de la temporada. Peter Shin y James Purdum estuvieron al cargo de la supervisión de la dirección.
Este fue el primer episodio de la serie en emitirse durante la huelga de guionistas de Hollywood de 2007-08 a la que MacFarlane acudió para dar su apoyo. El productor participó en la producción y en poner las voces a sus personajes aunque no dio su visto bueno para la emisión del capítulo.
Como artistas invitados prestan sus voces a sus respectivos personajes: Brendyn Bell, Carrie Fisher y el cómico Gabriel Iglesias.